# 아르투르 다 코스타 이 시우바
아르투르 다 코스타 이 시우바(브라질 포르투갈어: Artur da Costa e Silva, 1899년 10월 3일 ~ 1985년 9월 17일)는 브라질의 군인이자 독재자으로, 제27대 대통령이다. 움베르투 지 알렌카르 카스텔루 브랑쿠와 함께 1964년 브라질 쿠데타의 요주 인물이며, 전임자처럼 반공주의를 내세워 공산주의를 박해하고 파시즘 정치를 실시했다.

## 브랑쿠의 후계자
1964년 브라질 쿠데타에 가담했으며, 군사 쿠데타에 반대하는 군 내부의 정적을 제거하고 군부의 요직을 차지했다. 카스텔루 브랑쿠가 갑작스레 사임하자, 시우바는 그의 뜻대로 신임 대통령이 되었다. 시우바는 전임자와 마찬가지로 미국의 지원을 받아 공산주의를 박해하고 반공주의를 내세워 자신의 독재 권력을 강화했다.
시우바가 중심이 된 브라질 군사정권은 정치적 성향이 다른 정당과 단체를 탄압하며, 여러차례 충돌을 벌였다. 1968년부터 반대파 탄압은 더욱 극심해졌으며 전국 각지에서 군사정권에 반대하는 시위가 발생하자 군인과 헌병을 투입해 시위대를 학살했다.
1969년 8월 31일 시우바는 뇌전증으로 쓰러져 직무를 정지당했다. 브라질 군부는 극우 강경파인 에밀리우 가라스타주 메디시를 새 대통령으로 세우고 더욱 반공주의적이고 폭력적인 정치를 시작했다. 그해 10월 14일 시우바는 사망했다.

## 역대 선거 결과
| 선거명      | 직책명          | 대수 | 정당           | 득표율  | 득표수 | 결과 | 당락 |
| ----------- | --------------- | ---- | -------------- | ------- | ------ | ---- | ---- |
| 1966년 선거 | 브라질의 대통령 | 27대 | 국민개조동맹당 | 100.00% | 294표  | 1위  |      |

## 같이 보기
- 브라질의 대통령 목록
- 1964년 브라질 쿠데타